# Marta Palau Barquero
Marta Palau Barquero   (Sant Cugat del Vallès, 23 d'abril de 1988) és una esquiadora catalana, formada esportivament a la Val d'Aran.

## Biografia
Marta Palau va començar a esquiar amb un monitor a Vaquèira-Beret des de molt petita. Als 15 anys, va ser seleccionada per la selecció espanyola juvenil i va ser l'abanderada de l'equip al Festival olímpic d'hivern de 2005 a Monthey (Suïssa). Posteriorment, començaria a disputar proves amb la selecció absoluta al costat d'esquiadores com María José Rienda. Va competir fins al 2010, i després va exercir de fisioterapeuta i osteòpata al club de golf Sant Cugat.